# روي مارشال (أكاديمي)
روي مارشال (بالإنجليزية: Roy Marshall)‏ هو أكاديمي باربادوسي، ولد في 1920 في باربادوس، وتوفي في 2015.